# Подберезная
Подберёзная — деревня в Красноборском районе Архангельской области. Входит в состав Алексеевского сельского поселения.

## География
Находится в юго-восточной части Архангельской области у юго-западной окраины административного центра района села Красноборск на левобережье реки Северная Двина.

## История
Отмечалась уже только в 1939 году как деревня Алексеевского сельсовета.

## Население
Численность населения: 39 человек (русские 97 %) в 2002 году, 36 в 2010.